# Congregación de San Miguel Arcángel

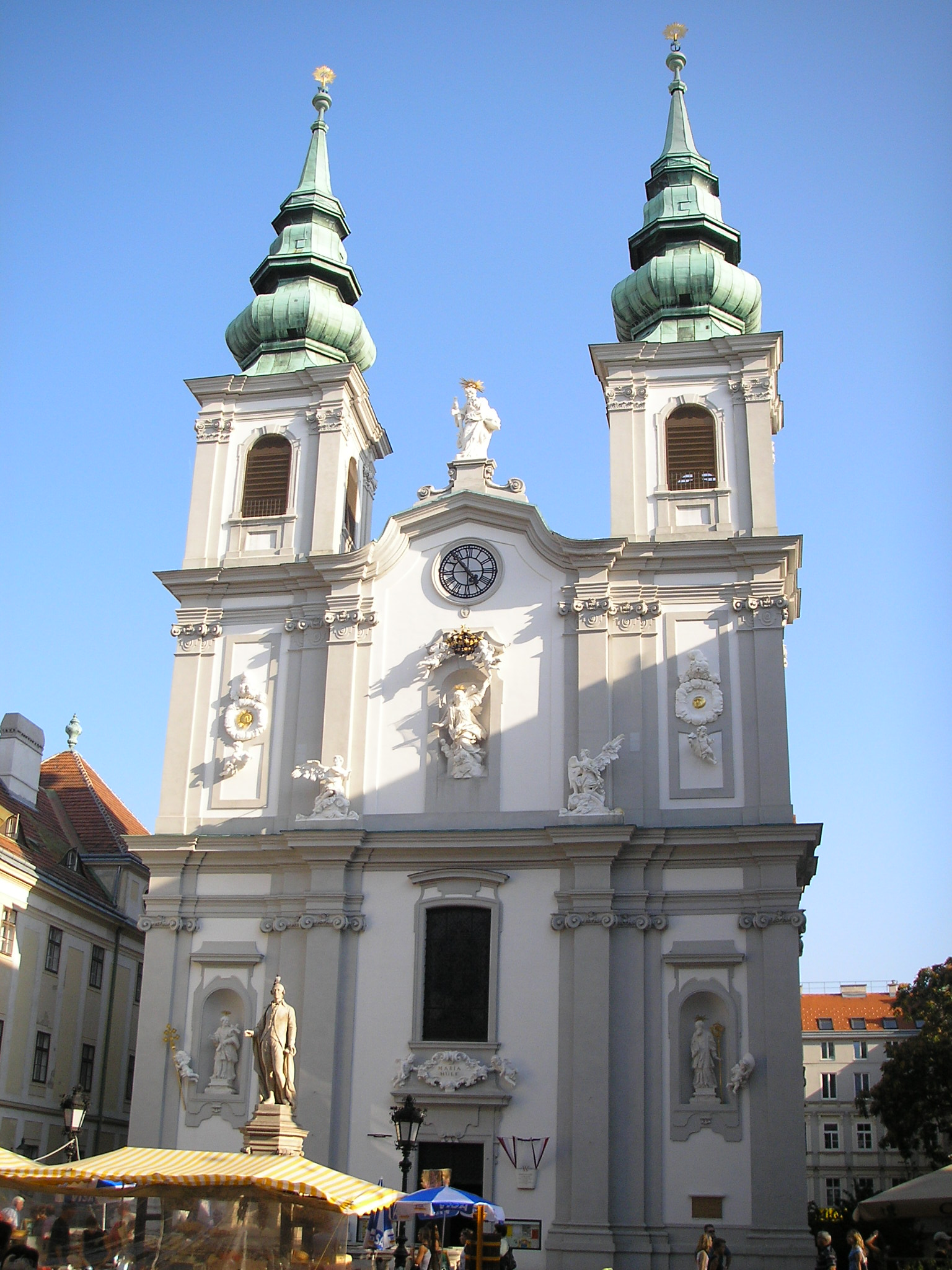
Iglesia de Mariahilf, Viena, una de las tantas iglesias a cargo de la Congregación.

La Congregación de San Miguel Arcángel (CSMA), en Latín Congregatio Sancti Michaëlis Archangeli también conocida como Padres Miguelinos, es una congregación religiosa de la Iglesia católica fundada en 1897 por el beato, Padre Bronisław Markiewicz, un sacerdote polaco de Miejsce Piastowe, Polonia. La Congregación de San Miguel Arcángel es uno de los Treinta grupos de la Familia Salesiana de Don Bosco oficialmente reconocidos

## Historia
El 29 de septiembre de 1921, el obispo de Cracovia Adam Stefan Sapieha proclamó el Edicto de Creación de la Congregación. Ésta fue reconocida por el Papa Paulo VI el 15 de junio de 1966.

## Los Miguelitas en el presente
Con su casa central en los suburbios de Varsovia(52°21′42″N 21°8′15.5″E / 52.36167, 21.137639), la Congregación opera en muchos países del mundo incluyendo Argentina, Paraguay, Italia, Alemania, Bielorrusia, Papúa Nueva Guinea, Australia, Austria, USA , República Dominicana, Curacao, Aruba, Puerto Rico y Canadá. En 2005 la Congregación tenía 28 casas y 357 miembros, de los cuales 250 eran sacerdotes.

## Juventud Miguelita de Buenos Aires
Grupo de Jóvenes Católicos de la Congregación de San Miguel Arcángel con sede en la Parroquia San José de Morón Sur.
En el Facebook podrán encontrar novedades de la congregación y nuevas actividades,
Este grupo se ha formado el 13 de agosto del 2011, luego del Congreso Miguelita de la Provincia Paraguayo Argentina que se celebró en la ciudad Paraguaya de Ñemby en julio del mismo año, siendo en este momento el superior de esta Provincia Miguelita el Padre Kazimierz Lorencowicz.
Su Facebook es:
- Facebook Juventud Miguelita